# Hikikomori (singel)
Hikikomori – siódmy singel polskiej piosenkarki Bryski z jej drugiego albumu studyjnego, zatytułowanego biorę wdech (hikikomori). Singel został wydany 9 listopada 2023.

## Geneza utworu i historia wydania
Utwór napisali i skomponowali Gabriela Nowak-Skyrpan, Edward Leithead-Docherty i Thomas Martin Leithead-Docherty, którzy również odpowiadają za produkcję utworu. 
Singel ukazał się w formacie digital download 9 listopada 2023 w Polsce za pośrednictwem wytwórni płytowej Magic Records w dystrybucji Universal Music Polska. Piosenka została umieszczona na drugim albumie studyjnym Bryski – biorę wdech (hikikomori).

## Teledysk
Do utworu powstał teledysk w reżyserii Alana Kępskiego, który udostępniono 10 listopada 2023 za pośrednictwem serwisu YouTube.

## Lista utworów
- Digital download[2]

1. „Hikikomori” – 2:51